# Stanze per la musica
Le stanze per la musica sono una collezione situata a Cremona, che ospita strumenti a corda costruiti dai principali artigiani europei dal XVII al XIX, appartenenti alla collezione di strumenti storici di Carlo Alberto Carutti.

## La collezione
Carlo Alberto Carutti inizia a collezionare strumenti musicali a corda nel secondo dopoguerra e continua per tutta la sua vita, riuscendo ad acquisire anche rari esemplari di chitarre e mandolini storici.
Della collezione attuale esposta a Cremona presso le sale del Museo civico "Ala Ponzone" fanno parte oltre sessanta tra violini, viole, viole d’amore, pochettes, ghironde e strumenti a corde pizzicate fra cui chitarre battenti, eptacorde, decacorde, oltre a preziose chitarre settecentesche e ottocentesche, english-guitars, mandolini e liuti. Alcuni di questi sono stati prodotti da prestigiose dinastie di liutai, quali Voboam, Fabricatore, Guadagnini, Pons, Panormo, Stauffer, altri invece sono opera di artigiani quali Fedele Barnia, Gérard Deleplanque, Jean-Nicolas Lambert, René Lacôte, Nicolas Grobert e Antonio de Torres. 
Tra i pezzi della collezione è presente anche la chitarra appartenuta al cantante spagnolo Lorenzo Pagans, costruita dal liutaio francese Aubry-Maire, presente in un ritratto dell'artista dipinto da Edgar Degas, oggi conservato al Musée d’Orsay a Parigi.
Degna di nota per il suo valore storico, la chitarra–lira realizzata a Napoli nel 1819, raro esemplare di neoclassicismo.